# دمیترو هاپنچوک
دمیترو هاپنچوک (اوکراینی: Дмитро Сергійович Гапончук؛ زادهٔ ۸ نوامبر ۱۹۹۵) بازیکن فوتبال اهل اوکراین است.
از باشگاه‌هایی که در آن بازی کرده‌است می‌توان به باشگاه فوتبال متالورگ زاپروژیا اشاره کرد.